# Mita Klima
Mita Klima (* 1892/1893; † April 1945 in Berlin-Wannsee; verheiratet Mita Kribben) war eine österreichische Tennisspielerin.

## Leben
Klima nahm 1907 im Alter von 14 Jahren an den Wimbledon Championships teil, schied jedoch in der ersten Runde gegen Madeleine O’Neill mit 1:6 und 2:6 aus. Sie war bis zum Auftritt von Jennifer Capriati 1990 die jüngste Teilnehmerin in Wimbledon.
Am 11. August 1915 heiratete sie den Fabrikbesitzer und Tennisspieler Curt Kribben. Es handelte sich um eine Doppelhochzeit, bei der dessen Schwester Erna Kribben den Tennisspieler Friedrich Wilhelm Rahe ehelichte.
Anfang der 1930er Jahre wurde sie Sportleiterin im Golf- und Landclub Berlin-Wannsee. Bei der Zerstörung des Clubhauses durch Artilleriegranaten der Roten Armee im April 1945 kam Klima ums Leben.

## Quelle
- Deutscher Tennis Bund (Hrsg.): Tennis in Deutschland. Von den Anfängen bis zur Gegenwart. Duncker & Humblot, Berlin 2002. ISBN 3-428-10846-9. S. 77

| Personendaten    | Personendaten                   |
| ---------------- | ------------------------------- |
| NAME             | Klima, Mita                     |
| ALTERNATIVNAMEN  | Kribben, Mita                   |
| KURZBESCHREIBUNG | österreichische Tennisspielerin |
| GEBURTSDATUM     | 1892 oder 1893                  |
| STERBEDATUM      | April 1945                      |
| STERBEORT        | Berlin-Wannsee                  |